# Renatus Andreas Kortum
Renatus Andreas Kortum (* 9. November 1674 in Aschersleben; † 5. Juni 1747 in Lebus) war ein deutscher lutherischer Pfarrer, Theologe und Übersetzer.

## Leben
Renatus Andreas wurde am Freitag, den 9. Oktober 1674 früh zwischen 5 und 6 Uhr geboren. Seine Eltern, der Diakon Daniel Corthümb (Corthym) und dessen Ehefrau Maria Otilia Herzog, ließen ihn am Sonntag, den 11. Oktober, in der Kirche St. Stephani Aschersleben taufen.
Renatus Andreas Kortum (auch: Kortüm oder Corthym) entstammte der alteingesessenen Familie Corthum/Corthym/Kortum aus Aschersleben; sein Großvater Andreas Corthum war 1637 Archidiakon an der dortigen St.-Stephani Kirche. 
Nach dem Theologiestudium (Immatrikulation 30. Juli 1693) an der Universität Halle wurde Kortum am 5. Oktober 1698 ordiniert. Im selben Jahr heiratete er Anna Sophie Sprögel (* 1677), die Tochter des pietistischen Theologen Johann Heinrich Sprögel aus Quedlinburg . Kortum war dann Pfarrer in Friesdorf und Rammelburg in der Grafschaft Mansfeld. Ab 1699 war er Kompastor an der Gemeinschaftlichen Kirche in Aschersleben. Jedoch kam es 1710 zu Meinungsverschiedenheiten über die königliche Befreiung vornehmer Personen von der Privatbeichte, bevor sie zum Abendmahl zugelassen wurden. Kortum befolgte diese Regel strikt und zog sich den Hass seiner Kollegen zu, die alsbald ein Komplott gegen ihn geplant haben sollen. Kortum bat daher um Versetzung an eine andere Stelle. 
In der Folgezeit war er daher ab 1711 als Oberprediger in Hattingen tätig und zählte zu den Unterstützern und zum Freundeskreis des Superintendenten Johann Georg Joch, der einer der Wegbereiter des Pietismus im Raum Dortmund war. Um 1715 verfasste er ein Totengedächtnis auf den Freiherrn von Heiden/Heyden. Kortum wurde jedoch nach einem Streit seiner Gemeinde mit den Nachfahren des Herrn von Heiden sowie infolge der Unterschrift unter einer Eingabe seiner Zuhörer an den König wegen der preußischen Werbungen, die sogar zu kleineren Volksaufständen führten, 1720 auf der Festung Wesel gefangen gesetzt. Nach öffentlicher Buße durfte er sein Amt zwar wieder aufnehmen, wurde aber 1721 auf königlichen Befehl in die Pfarrei Lebus in Brandenburg zwangsversetzt. Dort blieb er als Pfarrer tätig, bis er 1741 in den Ruhestand ging.

## Familie (Auszug)
Aus seiner Ehe entsprangen mindestens zwei bekannte Nachkommen
- Gottfried Michael Kortum (* 29. September 1699 in Quedlinburg; † nach 1749 wohl in Bielitz)[4], erwähnt in Briefwechseln mit Johann Christoph Gottsched, ab 1728 Mitglied der Leopoldina
- Johann Friedrich Kortum (* 1702; † 3. April 1749), studierte 1720 Theologie in Halle, 1739 Rektor in Lebus, 1746 Pfarrer in Treplin; starb unverheiratet bei Frankfurt an der Oder

## Schriften (Auszug)
- Das Buch Hiob: aus dem Hebräischen Grund-Text auffs neue getreulich ins teutsche übersetzt (Leipzig 1708)
- Weissagung Jesajas, aus dem Hebräischen übersetzt, nebst einer Paraphrase und Anmerkungen (Leipzig 1709)
- Die Psalmen Davids, aus dem Hebräischen ins Teutsche übersetzt, mit einer Paraphrase und Anmerkungen (Frankfurt 1716)
- Die moralisirende zeit, oder Moralische aufführung derer zwölf jahr-monden durch so viel madrigale, nebst einigen dazu gehörigen betrachtungen dargestellet
- Die Salomonische Moral Oder Lebens-Lehre Das ist Auflösung der Sprüchwörter Salomo: Nach ihrer innern Connexion und wahren Verbindung (1731)
- Das Verkehrte Zeugniß und falsche Urtheil Welches Ein Lichtscheuender so genanter MitHelffer zu Unna in Westphalen In einer anzüglichen und übelgerathenen Schrifft Wieder die 1708 zum Privat-Gebrauch edirte neue Ubersetzung und Paraphrasin des Buchs Hiob Aus angemaßter Autorität und untheologischen Eiffer angegeben und ausgesprochen (Essen 1714, Dortmund 1717)[5]
- Fata temporum per praelia
- Anekdota oder einzelne Nachrichten von der in Teutschland und besonders in Brandenburgischen Landern ergangenen evanglischen Reformation (Frankfurt a. d. Oder 1739)
- Historische Nachricht von dem alten Bischoffthum Lebus nebst einer Land-Charte der gesammten Gegend (Lebus 1740)